# Nalumino Mundia
Nalumino Mundia (* 1927 in Lozi; † 1988) war ein sambischer Politiker.
Nach der Unabhängigkeit 1964 wurde er von Präsident Kenneth Kaunda zum Minister für Industrie und Handel ernannt. Bereits 1966 trat er aus der Regierung aus. Die von ihm 1963 gegründete United Party (UP) wurde nach Unruhen im sogenannten „Kupfergürtel“ (Copperbelt) Sambias im August 1968 durch Präsident Kaunda verboten und Mundia und andere führende Politiker der UP verhaftet. 1969 wurde Mundia aus der Haft entlassen.
1972 war er wieder Mitglied der Nationalversammlung sowie Vizepräsident des African National Congress (ANC). 1974 trat er dann der Einheitspartei UNIP des Präsidenten bei.
Am 18. Februar 1981 wurde er von Präsident Kaunda als Nachfolger von Daniel Lisulo zum Premierminister ernannt. Dieses Amt behielt er bis zum 24. April 1985, als er durch Kebby Musokotwane abgelöst wurde. Anschließend wurde er zum Botschafter in den USA ernannt.
| Personendaten    | Personendaten        |
| ---------------- | -------------------- |
| NAME             | Mundia, Nalumino     |
| KURZBESCHREIBUNG | sambischer Politiker |
| GEBURTSDATUM     | 1927                 |
| GEBURTSORT       | Lozi                 |
| STERBEDATUM      | 1988                 |